# Movistar Team/2023
Deze pagina geeft een overzicht van de UCI World Tour wielerploeg Movistar Team in 2023.

## Algemeen
Algemeen Manager: Eusebio Unzué, Sebastian Unzue Gravalos
Teammanager:
Ploegleiders:Chente García Acosta, Pablo Lastras, Yvon Ledanois, Xabier Muriel, Jürgen Roelandts, Jorge Sanz, Maximilian Sciandri, Patxi Vila, Iván Velasco
Fietsen: Canyon

## Renners
| Naam                  | Geboortedatum | Nationaliteit    | Ploeg 2022            |
| --------------------- | ------------- | ---------------- | --------------------- |
| Alex Aranburu         | 19-09-1995    | Spanje           |                       |
| Jorge Arcas           | 08-07-1991    | Spanje           |                       |
| William Barta         | 04-01-1996    | Verenigde Staten |                       |
| Imanol Erviti         | 15-18-1983    | Spanje           |                       |
| Iván García           | 20-11-1995    | Spanje           |                       |
| Fernando Gaviria      | 19-08-1994    | Colombia         | UAE Team Emirates     |
| Abner González Rivera | 09-10-2000    | Puerto Rico      |                       |
| Ruben Guerreiro       | 06-07-1994    | Portugal         | EF Education-EasyPost |
| Juri Hollmann         | 30-08-1999    | Duitsland        |                       |
| Gorka Izagirre        | 07-10-1987    | Spanje           |                       |
| Johan Jacobs          | 01-03-1997    | Zwitserland      |                       |
| Matteo Jorgenson      | 01-07-1999    | Verenigde Staten |                       |
| Max Kanter            | 22-10-1997    | Duitsland        |                       |
| Oier Lazkano          | 07-11-1999    | Spanje           |                       |
| Enric Mas             | 07-01-1995    | Spanje           |                       |
| Lluís Mas             | 15-10-1989    | Spanje           |                       |
| Gregor Mühlberger     | 04-04-1994    | Oostenrijk       |                       |
| Mathias Norsgaard     | 05-05-1997    | Denemarken       |                       |
| Nélson Oliveira       | 06-03-1989    | Portugal         |                       |
| Antonio Pedrero       | 23-10-1991    | Spanje           |                       |
| Vinicius Rangel Costa | 26-05-2001    | Brazilië         |                       |
| Óscar Rodríguez       | 06-05-1995    | Spanje           |                       |
| José Joaquín Rojas    | 08-08-1985    | Spanje           |                       |
| Iván Romeo            | 16-08-2003    | Spanje           | Hagens Berman Axeon   |
| Einer Rubio           | 22-02-1998    | Colombia         |                       |
| Sergio Samitier       | 31-08-1995    | Spanje           |                       |
| Gonzalo Serrano       | 17-08-1994    | Spanje           |                       |
| Iván Sosa             | 31-10-1997    | Colombia         |                       |
| Albert Torres         | 26-04-1990    | Spanje           |                       |
| Carlos Verona         | 04-11-1992    | Spanje           |                       |

### Vertrokken
| Naam               | Geboortedatum | Nationaliteit | Ploeg 2023         |
| ------------------ | ------------- | ------------- | ------------------ |
| Iñigo Elosegui     | 06-03-1998    | Spanje        | Equipo Kern Pharma |
| Alejandro Valverde | 25-04-1980    | Spanje        | Gestopt            |

## Overwinningen
| Nationale kampioenschappen wielrennen Oostenrijk - wegwedstrijd: Gregor Mühlberger Spanje - wegwedstrijd: Oier Lazkano Ronde van San Juan 4e etappe: Fernando Gaviria Ronde van Saoedi-Arabië 4e etappe: Ruben Guerreiro Eindklassement: Ruben Guerreiro Ronde van Oman 3e etappe: Matteo Jorgenson Eindklassement: Matteo Jorgenson Puntenklassement: Matteo Jorgenson Jongerenklassement: Matteo Jorgenson Ronde van de Verenigde Arabische Emiraten 3e etappe: Einer Rubio Ronde van de Alpen 4e etappe: Gregor Mühlberger Bergklassement: Sergio Samitier Ronde van Romandië 5e etappe: Fernando Gaviria Jongerenklassement: Matteo Jorgenson | GP Herning Mathias Norsgaard Ronde van Italië 13e etappe: Einer Rubio Boucles de la Mayenne 1e etappe: Oier Lazkano Eindklassement: Oier Lazkano Jongerenklassement: Oier Lazkano Ploegenklassement: *1) Route d'Occitanie Ploegenklassement: *2) Ronde van Burgos 4e etappe: Oier Lazkano Ronde van Duitsland 2e etappe: Gregor Mühlberger Grote Prijs van Wallonië Gonzalo Serrano |  |

*1) Ploeg Boucles de la Mayenne: Erviti, Lazkano, Norsgaard, Rangel, Serrano
*2) Ploeg Route d'Occitanie: Erviti, González, Guerreiro, Rangel, Rubio, Samitier, Sosa
Mannen: 2003 · 2004 · 2005 · 2006 · 2007 · 2008 · 2009 · 2010 · 2011 · 2012 · 2013 · 2014 · 2015 · 2016 · 2017 · 2018 · 2019 · 2020 · 2021 · 2022 · 2023 · 2024 · 2025
Vrouwen: 2018 · 2019 · 2020 · 2021 · 2022 · 2023 · 2024 · 2025
AG2R-Citroën · Alpecin-Deceuninck · Astana Qazaqstan · Bahrain Victorious · BORA-hansgrohe · Cofidis · EF Education-EasyPost · Groupama-FDJ · INEOS Grenadiers · Intermarché-Circus-Wanty  · Jumbo-Visma · Movistar Team · Soudal-Quick Step · Team Arkéa Samsic · Team DSM · Team Jayco AlUla · Trek-Segafredo · UAE Team Emirates